# Škoda 14TrR
Škoda 14TrR je označení pro modernizované trolejbusy typu Škoda 14Tr. U některých provozovatelů jsou tyto vozy označovány jako 14TrM.

## Historie
Stejně jako u dvoučlánkového trolejbusu 15Tr musely dopravní podniky poměrně dlouho čekat na nové nízkopodlažní standardní vozy Škoda 21Tr. I když jejich výroba začala v roce 1997, nemohlo být finančně únosné nahradit velké množství zastaralých vozů 14Tr těmito moderními trolejbusy. Proto se přikročilo (obdobně jako u typu 15Tr) k modernizacím starších vozů, které se po dokončení rekonstrukce velmi podobají do roku 2003 vyráběným modernizovaným verzím 14TrM.

## Modernizace
Rekonstruované vozy byly odstrojeny na holý skelet, který byl opískován. Na trolejbusy byla dosazena nová (pouze lehce upravená) čela dle návrhu Ing. arch. Patrika Kotase, které již respektují současný trend osazování informačních panelů. Zmodernizován byl rovněž i interiér: byly osazeny nové sedačky, protiskluzová podlaha, nové zářivkové osvětlení. Rekonstrukce se dotkla i stanoviště řidiče, na vozy byly dosazeny také nové lehké laminátové sběrače.

## Provoz
Modernizace na typ 14TrR probíhaly v letech 1997 až 2009.
| Současný stát | Město   | Článek | Roky modernizace | Počet vozů | Poznámky            | Zdroj |
| ------------- | ------- | ------ | ---------------- | ---------- | ------------------- | ----- |
| Česko         | Brno    | článek | 1999–2009        | 46         |                     | [ 1 ] |
| Česko         | Opava   | článek | 1999–2001        | 2          |                     | [ 2 ] |
| Česko         | Ostrava | článek | 2001–2005        | 13         | označeny jako 14TrM | [ 3 ] |
| Česko         | Plzeň   | článek | 1997–2006        | 42         | označeny jako 14TrM | [ 4 ] |
| Maďarsko      | Szeged  | článek | ?                | 7          | označeny jako 14TrM | [ 5 ] |